# Campanha presidencial de Vera Lúcia em 2022
A campanha presidencial de Vera Lúcia em 2022 foi oficializada em 31 de julho de 2022 em São Paulo. A vice na chapa foi Raquel Tremembé como candidata da chapa puro-sangue.

## Pré-candidatura à Presidência em 2022
Em 16 de fevereiro de 2022, o Partido Socialista dos Trabalhadores Unificado (PSTU) publicou um artigo em seu website lançando, oficialmente, a pré-candidatura de Vera Lúcia para as eleições presidenciais daquele ano.

## Candidatura à Presidência
O Partido Socialista dos Trabalhadores Unificado oficializou, em 31 de julho de 2022 a candidatura da ex-sindicalista Vera Lúcia Salgado em convenção nacional realizada em São Paulo. Vera Lúcia disputará a presidência da república pela segunda vez em uma chapa puro sangue.

## Candidatas
| Partido Socialista dos Trabalhadores Unificado |                       |
|                                                |                       |
| Vera                                           | Raquel Tremembé       |
|                                                |                       |
| para presidente                                | para vice-presidente  |
| Presidente do PSTU em Sergipe                  | Professora e Ativista |
| [ 3 ]                                          |                       |

## Resultado da eleição
| Ano de eleição | Candidato          | Primeiro turno      | Primeiro turno      | Segundo turno       | Segundo turno       |
| Ano de eleição | Candidato          | # do total de votos | % do total de votos | # do total de votos | % do total de votos |
| -------------- | ------------------ | ------------------- | ------------------- | ------------------- | ------------------- |
| 2022           | Vera Lúcia Salgado | 25.625              | 0,02%               | Não concorreu       | Não concorreu       |